# Philip Weilbach

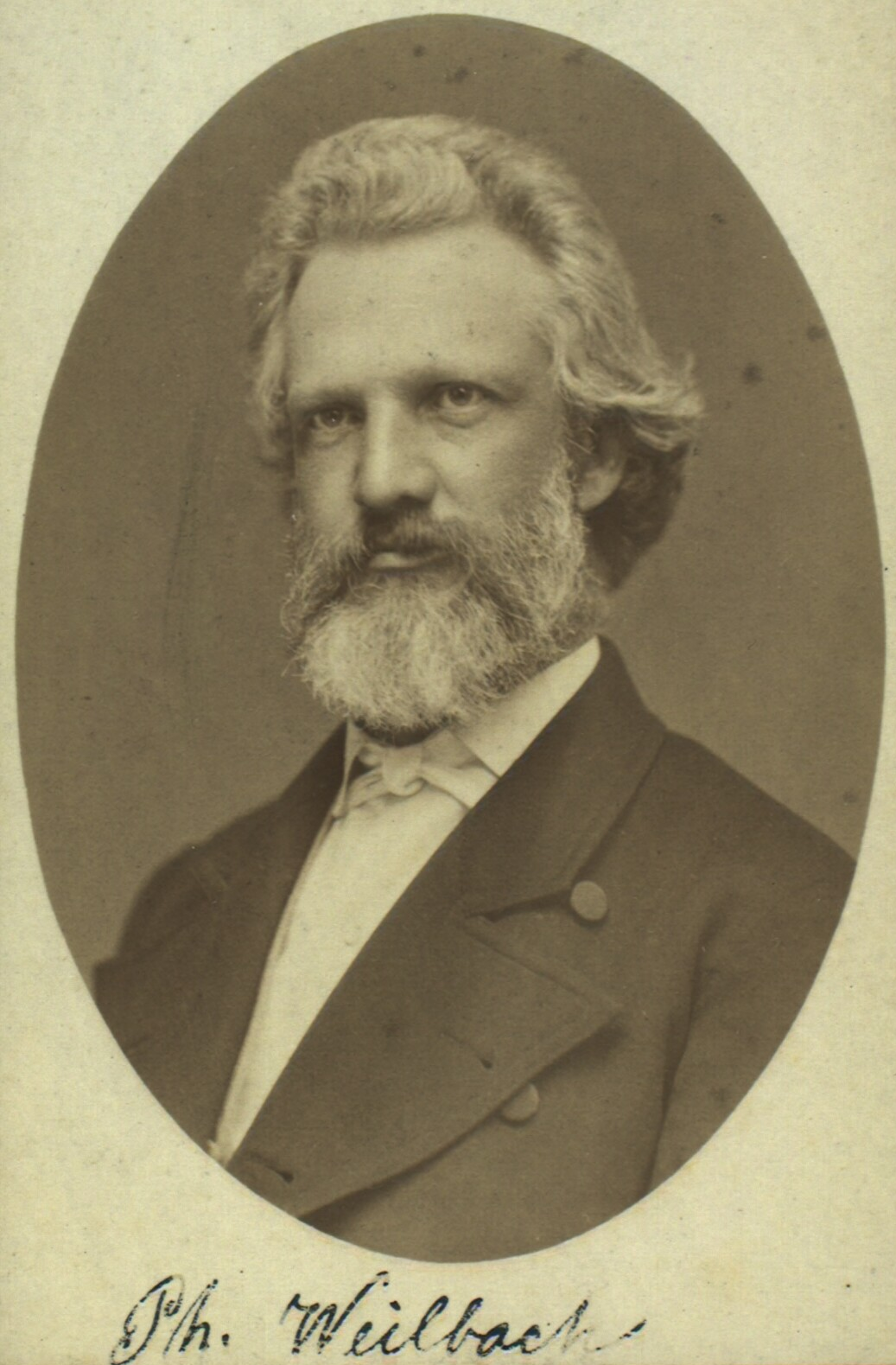
Philip Weilbach.

Philip Weilbach, född den 5 augusti 1834 i Usserøds by på Själland, död den 22 november 1900, var en dansk konsthistoriker.
Weilbach blev student 1852, filosofie kandidat 1853 och vistades 1860-1862 i Italien, där han samtidigt var anställd som konsulatsekreterare hos svensk-norske och danske konsuln J. Bravo. Sedan 1883 var han konstakademiens i Köpenhamn sekreterare. 
Weilbach ägnade sig dels åt konsthistoriskt studium, dels åt meteorologi, särskilt åt studiet av skyarnas former. Han utgav bland annat C.W. Eckersbergs levned og værker (1872), Nordeuropas skyformer (1881, med 16 av Weilbach utförda bilder i färgtryck), H.V. Bissen (1898), Dansk kunstnerlexikon (1877-78) och Nyt dansk kunstnerlexikon (2 delar, 1896-97). 
Han skrev dessutom uppsatser i Nordisk familjebok med flera lexikon, tidningar och tidskrifter samt översatte och bearbetade bland annat Cantùs Storia universale (7 band 1871-79; i förening med professor Edvard Holm).